# Neomaruina torosa
Neomaruina torosa är en tvåvingeart som beskrevs av Duckhouse 1985. Neomaruina torosa ingår i släktet Neomaruina och familjen fjärilsmyggor.
Artens utbredningsområde är Malawi. Inga underarter finns listade i Catalogue of Life.